# Šťavel
Šťavel (Oxalis) je rod bylin nebo polokeřů z čeledě šťavelovitých který je tvořen asi 700 druhy, jejich převážná část pochází z Afriky a Jižní Ameriky. V současnosti je tento rod rozšířen v tropických, subtropických i mírných oblastech Starého a Nového světa i Austrálie.
Nenáročné rostliny rostoucí na různých druzích půdy a od plného slunce přes polostín až do úplného stínu. Většinou potřebuji k růstu dostatek vláhy, některé druhy se v období sucha ukládají k odpočinku.

## Popis

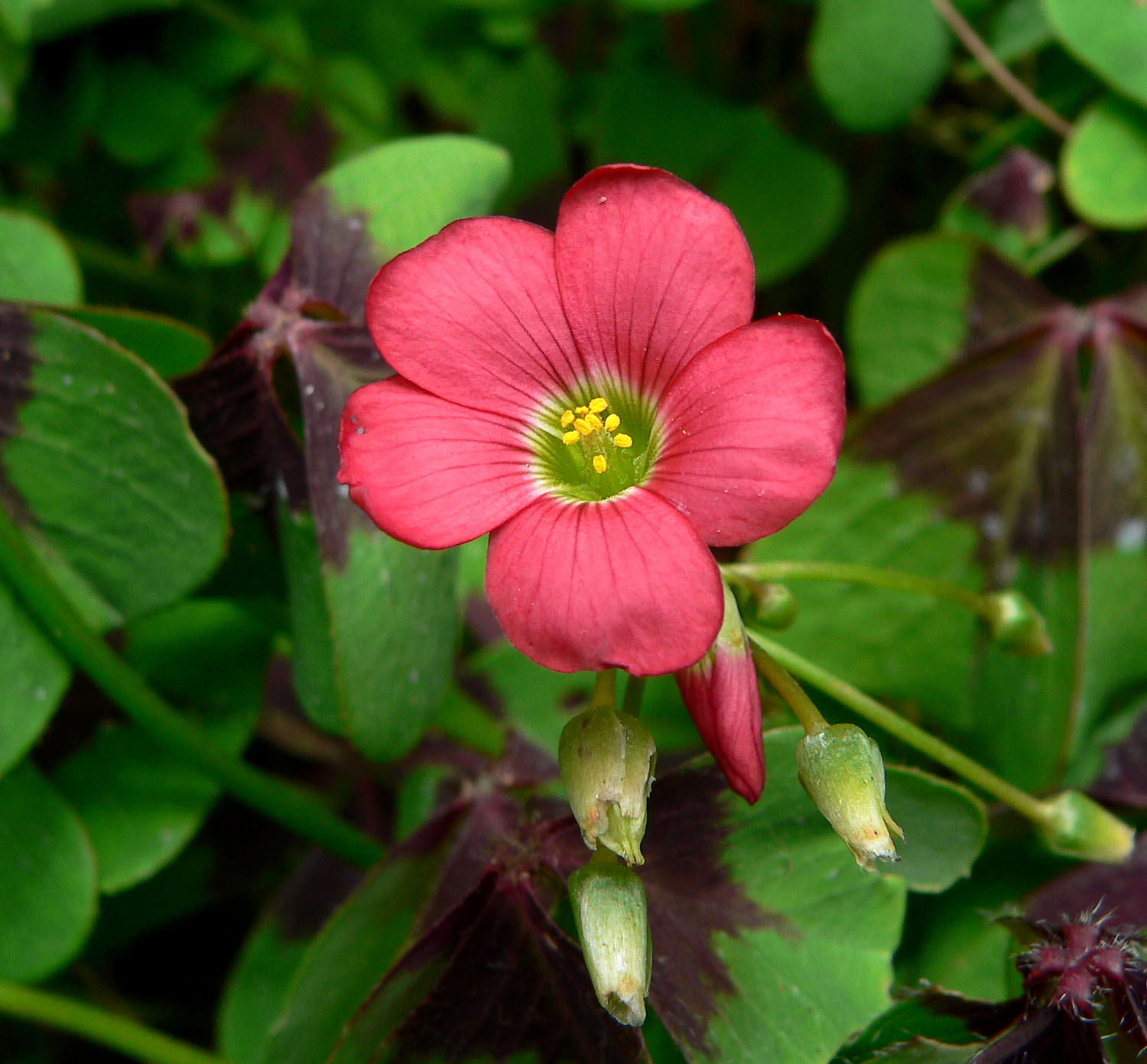
Květ šťavelu čtyřlistého

Rostliny rodu šťavel jsou jednoleté až vytrvalé, vyrůstají z oddenků, hlíz nebo cibulí a dorůstají obvyklé výšky 5 až 30 cm. Listy rostou buď v přízemní růžici nebo na lodyze a mají nejčastěji dlouhé řapíky (někdy i s palisty) nebo řidčeji jsou přisedle, bývají střídavé, ve spirále nebo nahloučené v nepravých přeslenech. Jsou nejčastěji dlanitě trojčetné nebo čtyřčetné a mají lístky obsrdčité nebo úzce obvejčité, celokrajné a často dvoulaločné. Lístky se mohou s příchodem večera nebo nepříznivého počasí svěšovat, některé mají vyměšovací hydatody.
Pětičetné oboupohlavné květy jsou radiálně symetrické a vyrůstají samostatně nebo jsou sdružené v květenstvích na dlouhých stopkách rostoucích z úžlabí listů. Pět menších kališních lístků je volných a pět okrouhlých až široce vejčitých korunních lístků vytváří různě dlouhou a různě širokou nálevkovitou trubku. Okvětí, které mívá barvu bílou, růžovou, červenou, fialovou nebo žlutou, obvykle brzy uvadá.
Heterostylní květy mají pět dlouhých a pět krátkých volných tyčinek uspořádaných do dvou přeslenů, vnější kratší rostou proti kališním a vnitřní proti korunním lístkům, jejich prašníky se otvírají podélně. Gyneceum je z pěti plodolistů, semeníky s pěti pouzdry mají pět čnělek s bliznami. Květy jsou obvykle opylovány hmyzem, mívají dostatek nektaru. Jednotlivé druhy mají odlišný typ pylu který také napomáhá k jejich rozlišení. Chromozomové číslo rodu n = 5 až 12.

## Rozmnožování
Rostliny se rozmnožují většinou vegetativně i generativně. Vegetativně se rozšiřují oddenky, cibulkami, hlízami a některé i kořenícími lodyhami. Šťavel je jedním z mála rodů vyšších dvouděložných rostlin které se množí cibulkami.
Generativně se rozšiřují semeny dozrávajícími v podlouhlých pětidílných tobolkách odkud bývají po prudkém skroucení chlopní vystřelovány do okolí.

## Význam
Některé druhy se vysazují v parcích jako ozdobné nebo půdokryvné rostliny, jiné jsou považovány za plevelné. Šťavele jsou všeobecně známé svými kysele chutnajícími listy které obsahují hodně kyseliny šťavelové.

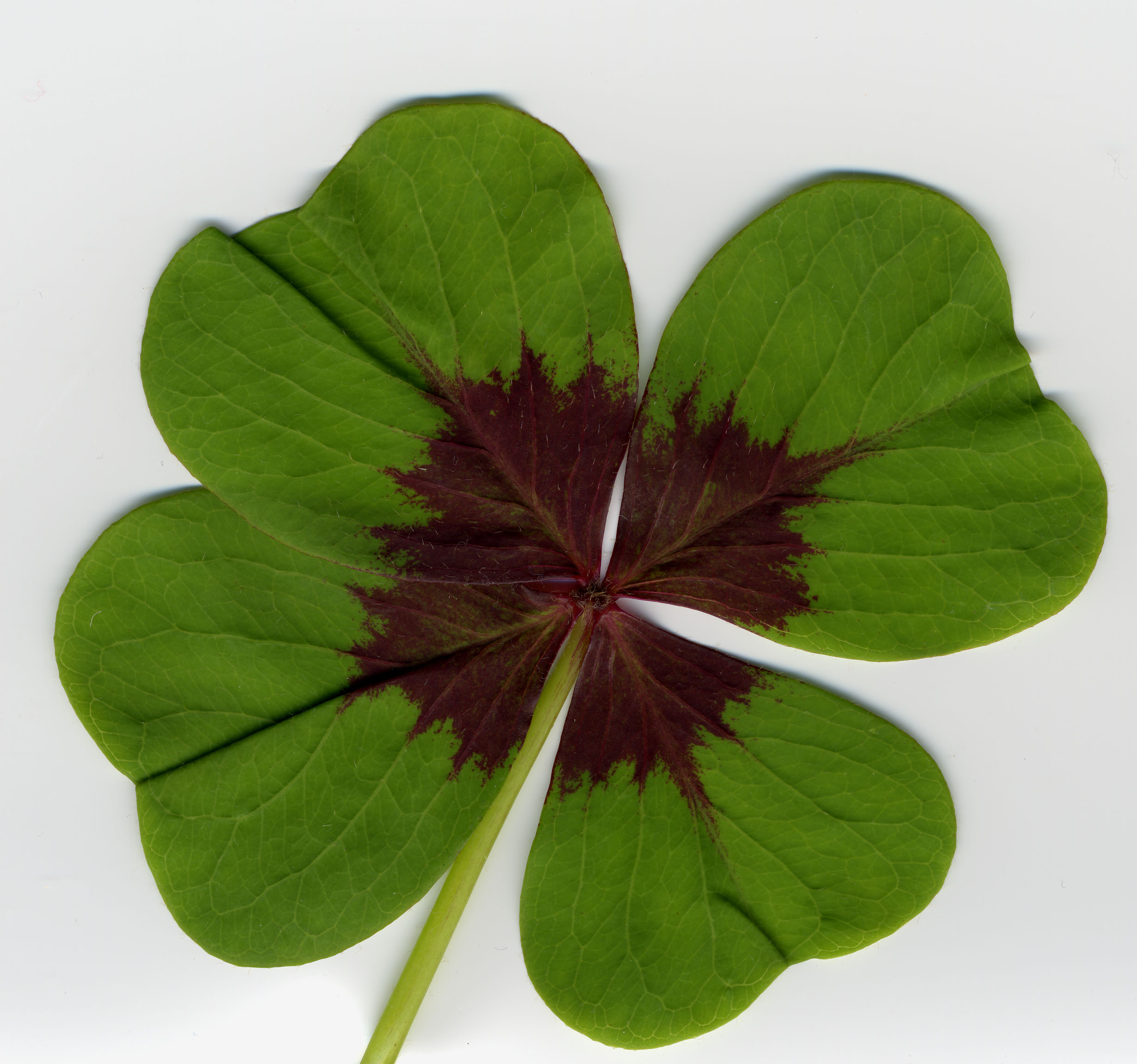
List čtyřčetný (Oxalis tetraphylla)
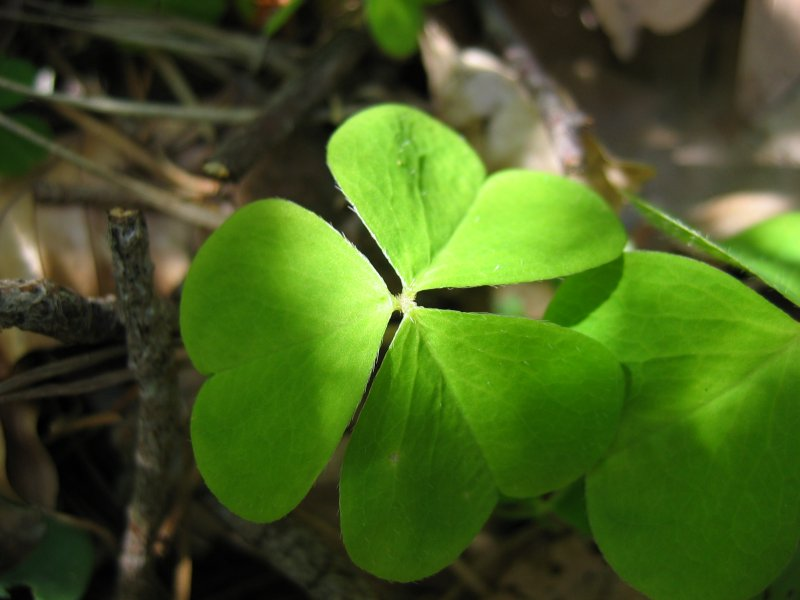
List trojčetný (Oxalis acetosella)
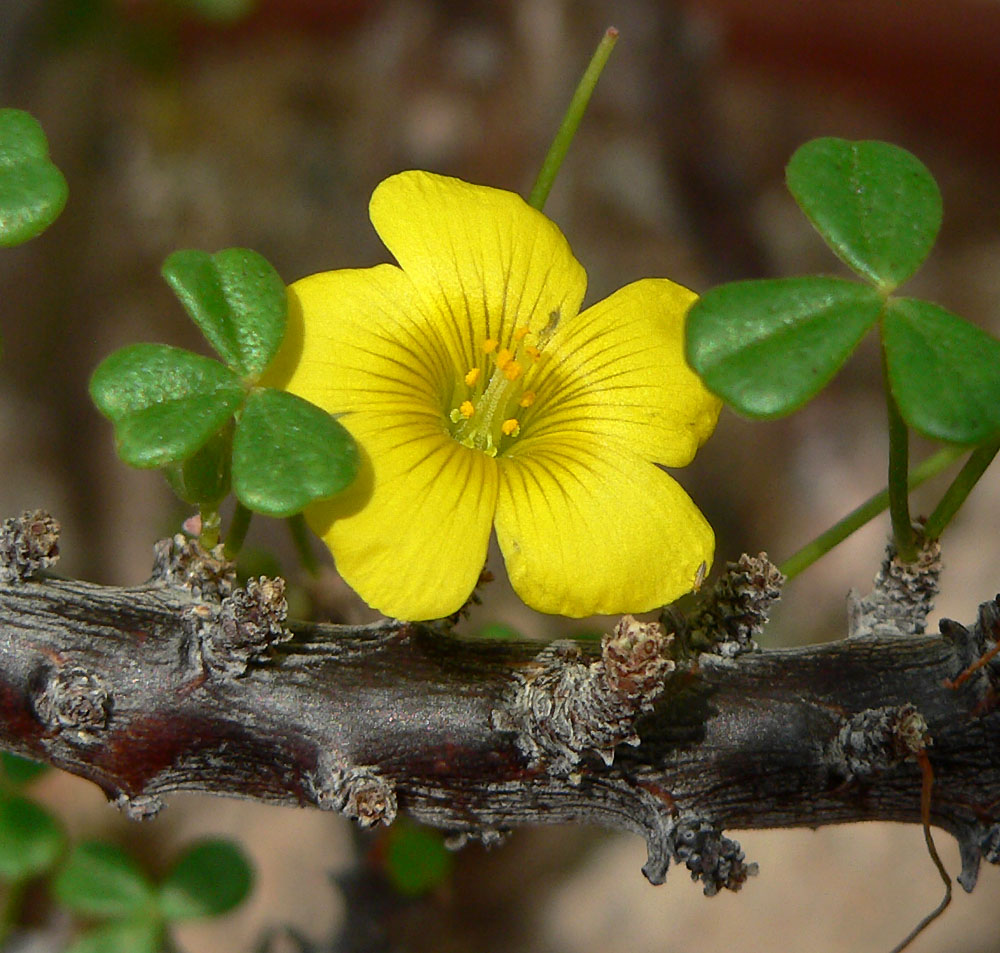
Květ Oxalis gigantea
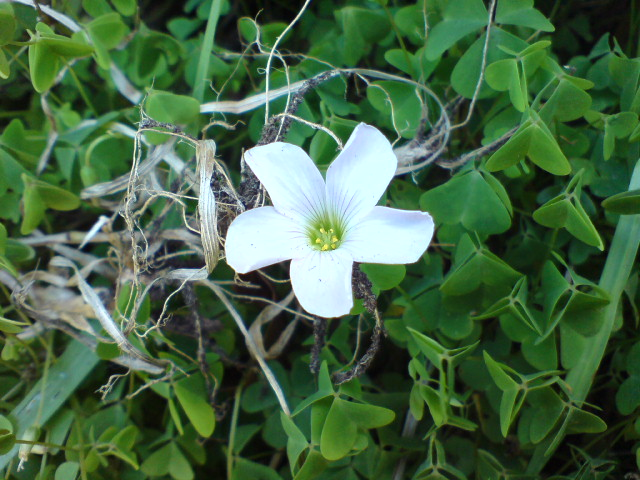
Květ Oxalis incarnata
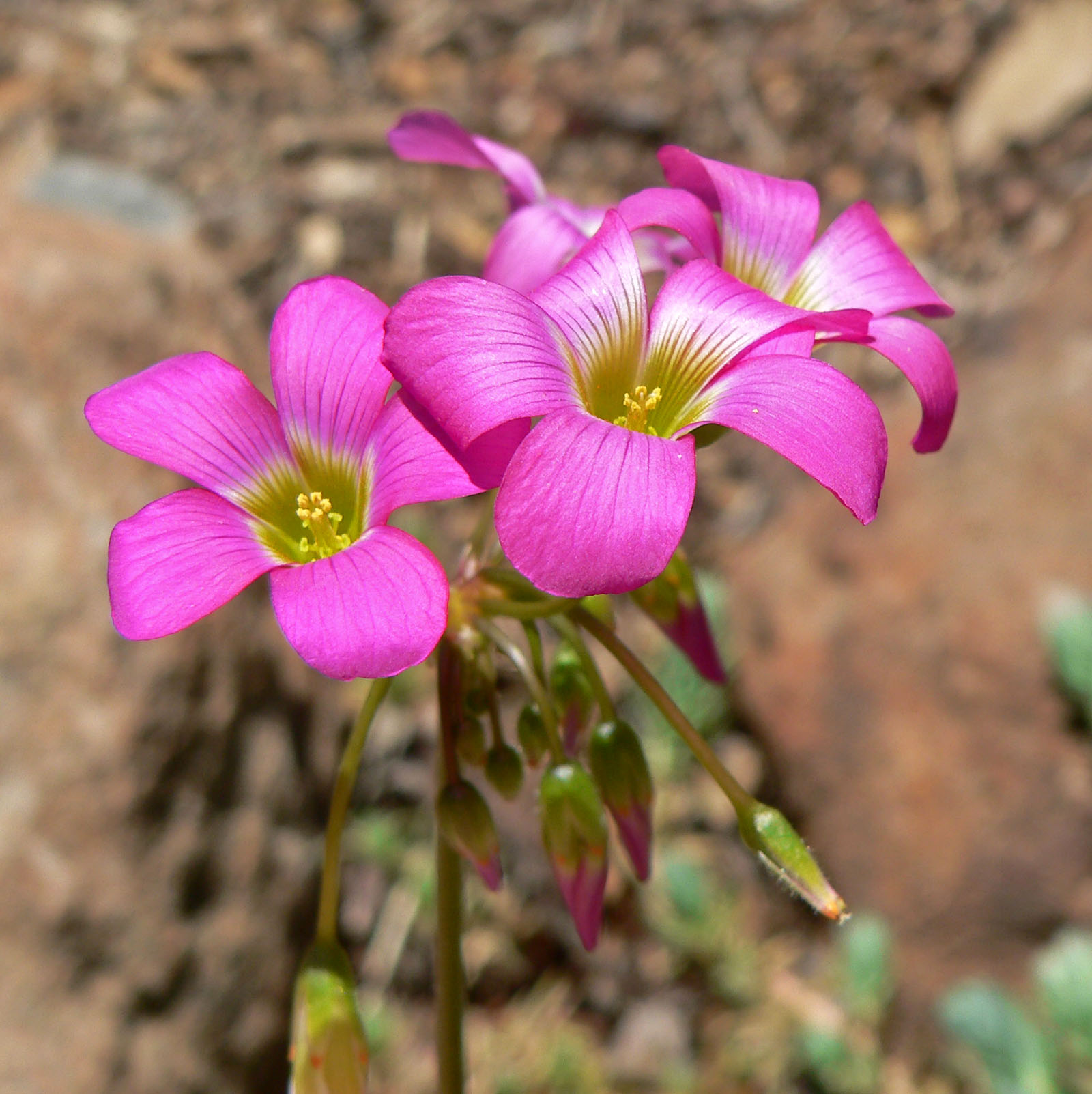
Květ Oxalis magnifica
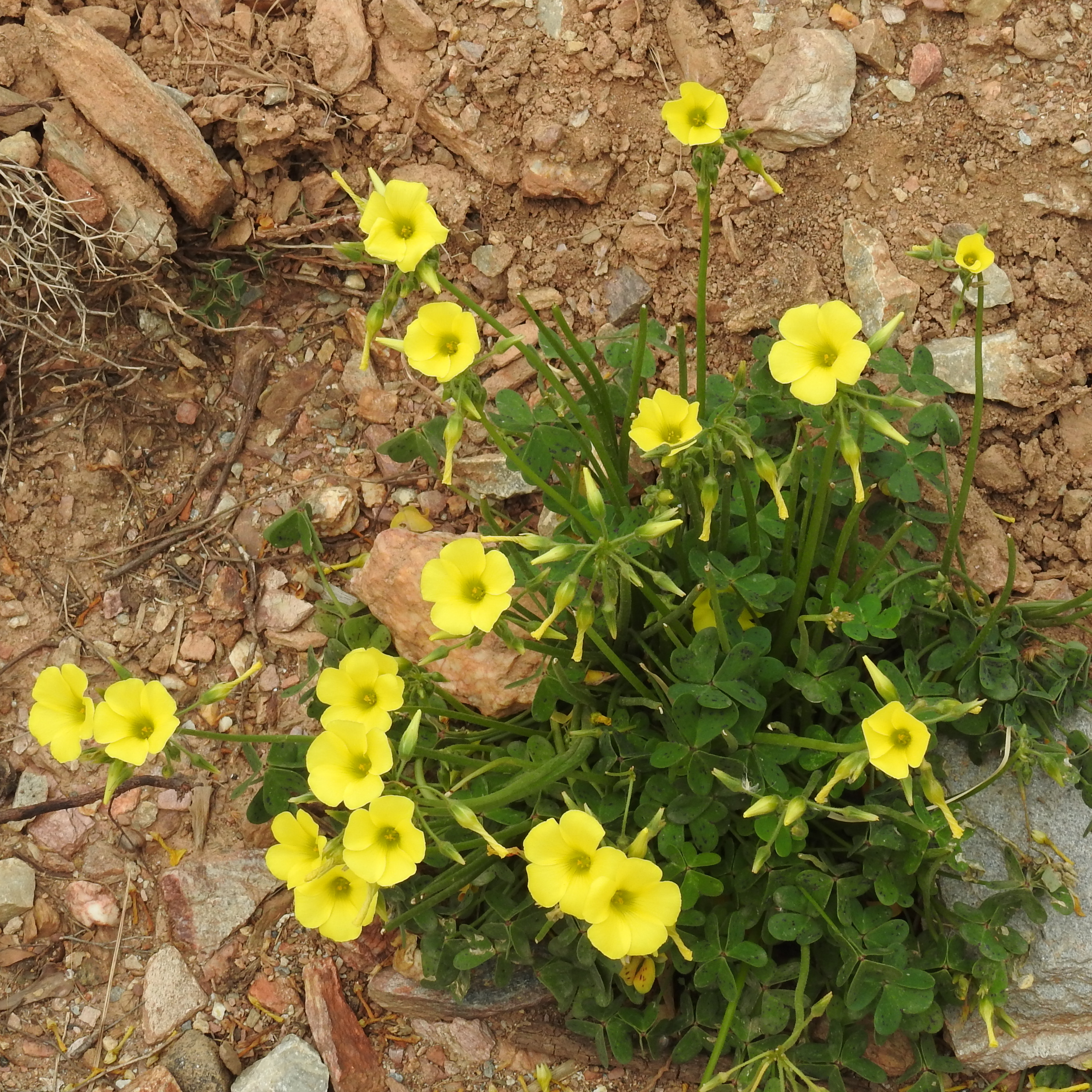
Květ Oxalis pes-caprae